# Трансформаторная подстанция трамвайной системы Симферополя
Трансформаторная подстанция и электрические столбы «Управления трамваев и освещения Бельгийского анонимного общества в городе Симферополе» — памятник науки и техники национального значения в Симферополе. Возведена в 1912—1914 годах. Трансформаторная подстанция была частью городского трамвая.

## История

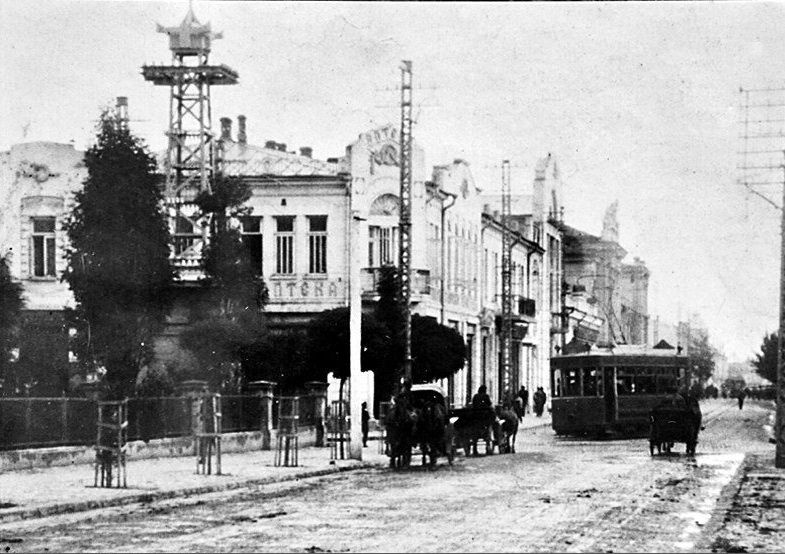
Угол Пушкинской и Гоголевской улиц, подстанция 3 линии Симферополь трамвая

В начале XX века власти Симферополя решили проложить в городе трамвайные пути, которые появились спустя два года, а 31 июля 1914 году по рельсам пошёл первый трамвай. Задумка была воплощена в жизнь при помощи бельгийского анонимного акционерного общества. Тогда же возле Семинарского сквера, на углу улицы Пушкина и Гоголя, была возведена трансформаторная подстанция и столбы уличного освещения. Оба объекта были выполнены в стиле индустриального модерна.
1 декабря 1970 года симферопольский трамвай прекратил работу из-за отсутствия запчастей для ремонта пути, контактной сети и вагонов. В 2008 году почти все трамвайные сооружения были снесены. К 2012 году осталось лишь несколько трамвайных объектов Симферополя. Трансформаторная подстанция и электрические столбы в 2012 году официально получила статус памятника науки и техники Крыму.

## Галерея

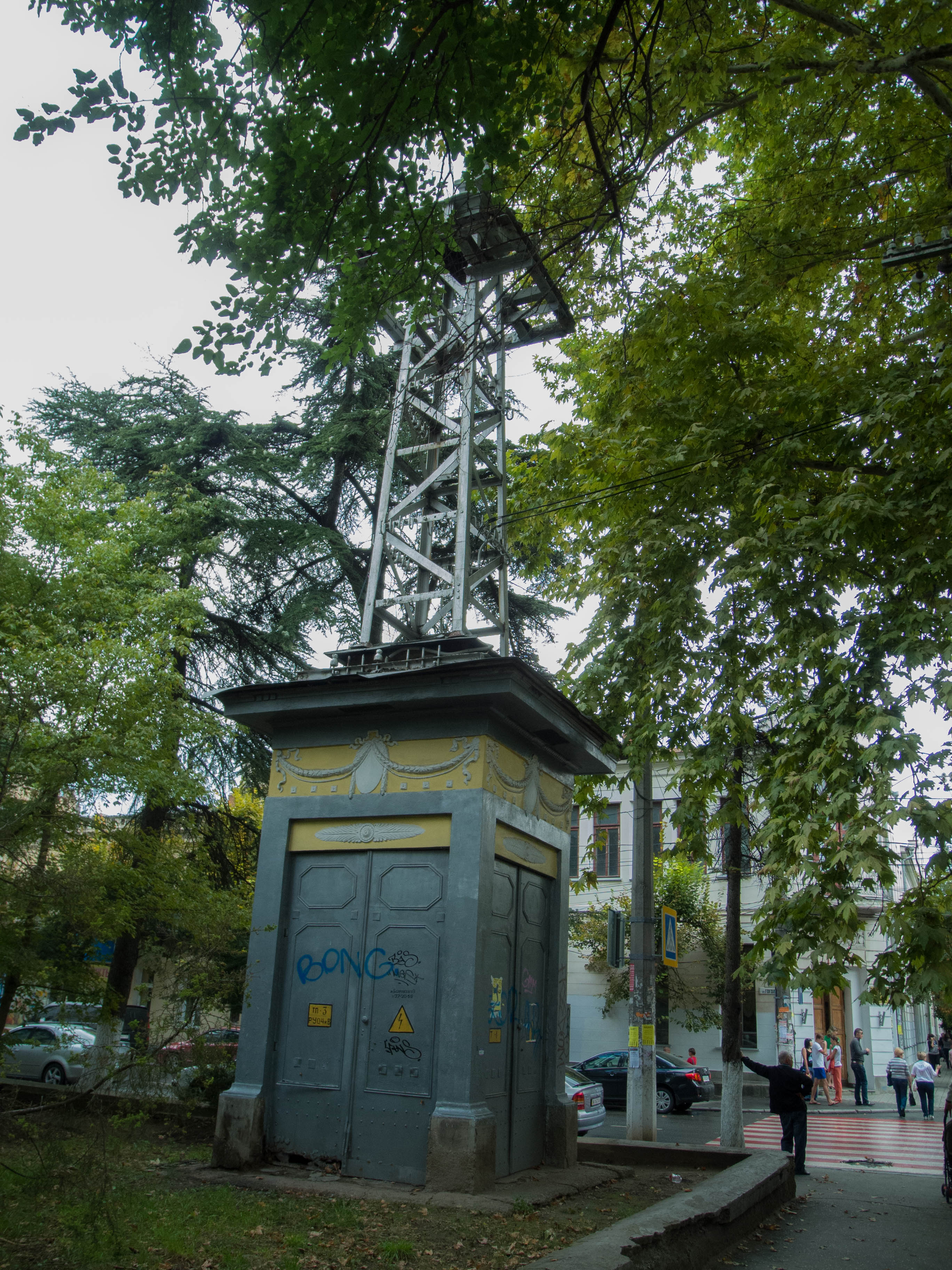
Трансформаторная подстанция
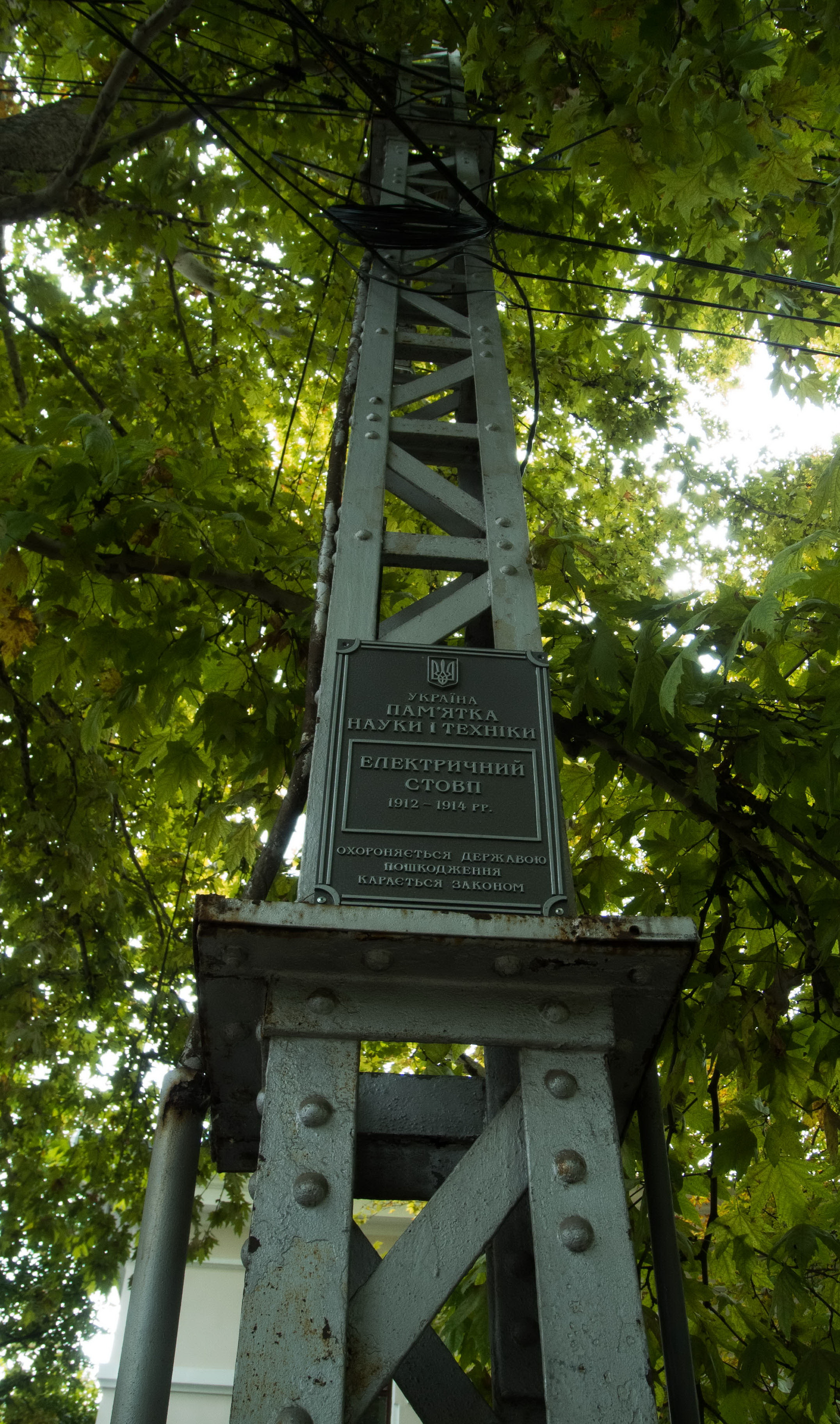
Электрический столб
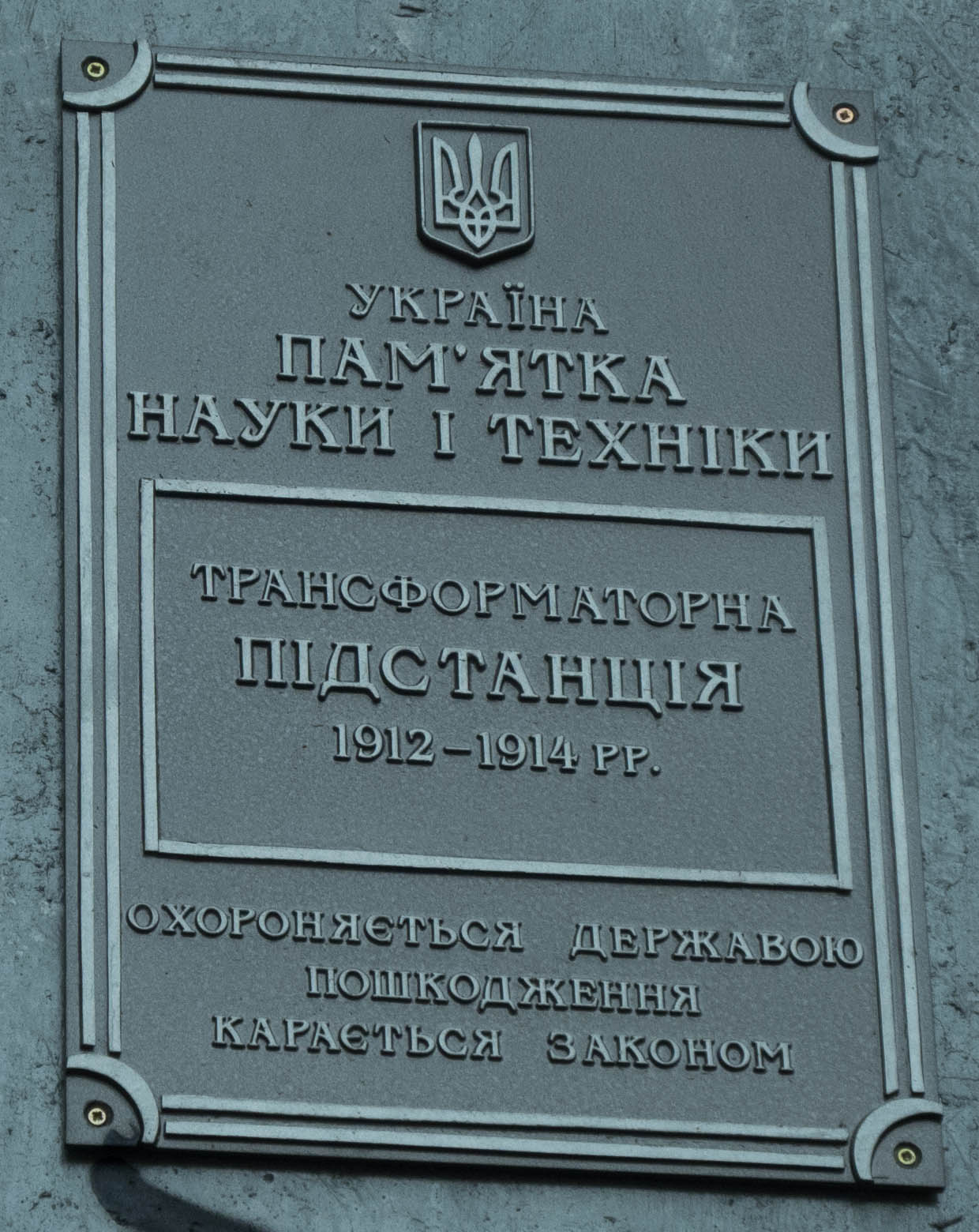
Охранная доска